# Gary Ivan Gordon

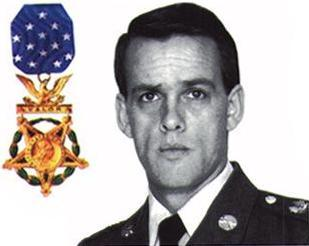
MSG Gary Gordon

Gary Ivan Gordon (* 30. August 1960 in Lincoln, Maine; † 3. Oktober 1993 in Mogadischu) war ein US-amerikanischer Master Sergeant der U.S. Army und diente zuletzt in der Delta Force. Er fiel 1993 während der Schlacht von Mogadischu in Somalia. Er ist einer von wenigen US-amerikanischen Soldaten, die seit Ende des Vietnam-Kriegs die höchste Auszeichnung, die Medal of Honor, erhalten haben.

## Leben und Laufbahn
Der in der Schlacht von Mogadischu als Scharfschütze eingesetzte Gordon starb, als er zusammen mit seinem Kameraden Randy Shughart den verletzten Piloten Michael J. Durant an der Absturzstelle eines MH-60 „Black Hawk“ retten wollte. Gordon und Shughart, die beide aus der Luft Scharfschützendeckung gaben, baten mehrfach um diesen Auftrag, obwohl keine weitere Unterstützung zu erwarten war. Schließlich wurden beide, bewaffnet mit je einem Scharfschützengewehr und einer Pistole, in der Nähe des abgestürzten Hubschraubers abgesetzt. Sie brachten den verwundeten Piloten aus dem Wrack und verschanzten sich in dieser Position. Nachdem ihre Munition knapp wurde, überrannte eine große Gruppe von Somaliern die Absturzstelle, tötete Shughart und Gordon und schändete ihre Leichen. Die Bilder ihrer von Autos durch die Straßen Mogadischus geschleiften nackten Körper sorgten für einen Aufruhr in der amerikanischen Öffentlichkeit und führten direkt zur Beendigung des amerikanischen Engagements in Somalia. Unter Journalisten wurde nach den Ereignissen scharf diskutiert, ob solche Bilder der amerikanischen Öffentlichkeit zugemutet werden könnten. Viele Sender entschlossen sich, die Aufnahmen nicht zu zeigen.
Gordon hinterließ seine Ehefrau sowie eine Tochter und einen Sohn.

## Ehrungen

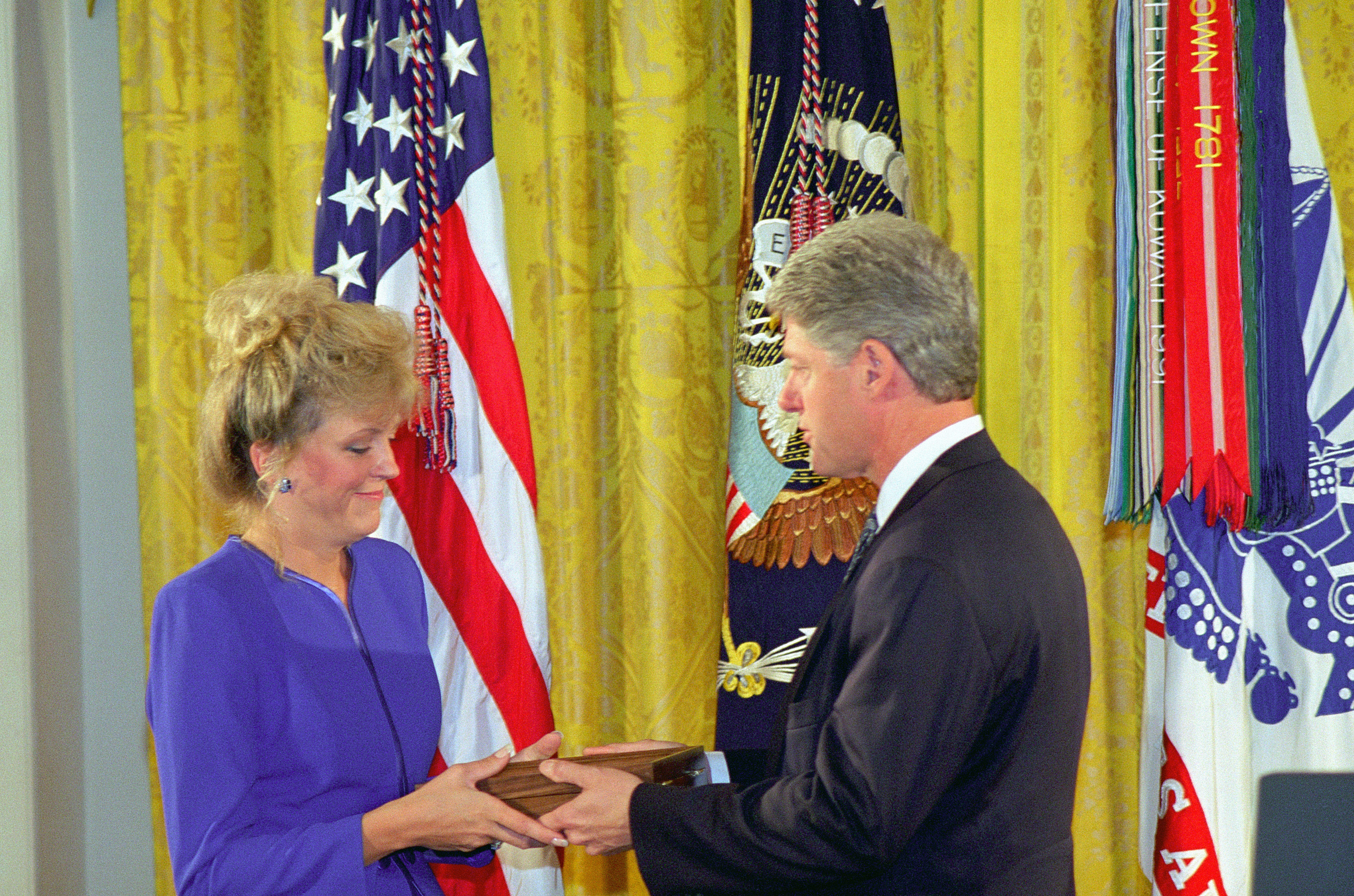
Bill Clinton überreicht der Witwe von Gary Gordon die Medal of Honor

Gary Ivan Gordon und sein Kamerad Randy Shughart waren die ersten beiden Soldaten, die die höchste amerikanische Auszeichnung, die Medal of Honor, für einen Einsatz nach dem Ende des Vietnamkrieges erhielten. Die Auszeichnung wurde postum für seinen „außergewöhnlichen Heldenmut und seine Pflichterfüllung“ vergeben. Der Einsatz beider Soldaten rettete dem Piloten Michael Durant das Leben. Das folgende Zitat Durants findet seither Verbreitung auf diversen Webseiten, die beiden Soldaten gewidmet sind:

„Without a doubt, I owe my life to these two men and their bravery.“

„Ohne jeden Zweifel verdanke ich mein Leben diesen beiden Männern und ihrer Tapferkeit.“

Im Jahr 1996 wurde das Roll-on/Roll-off Schiff USNS Gordon (T-AKR 296) nach ihm benannt.

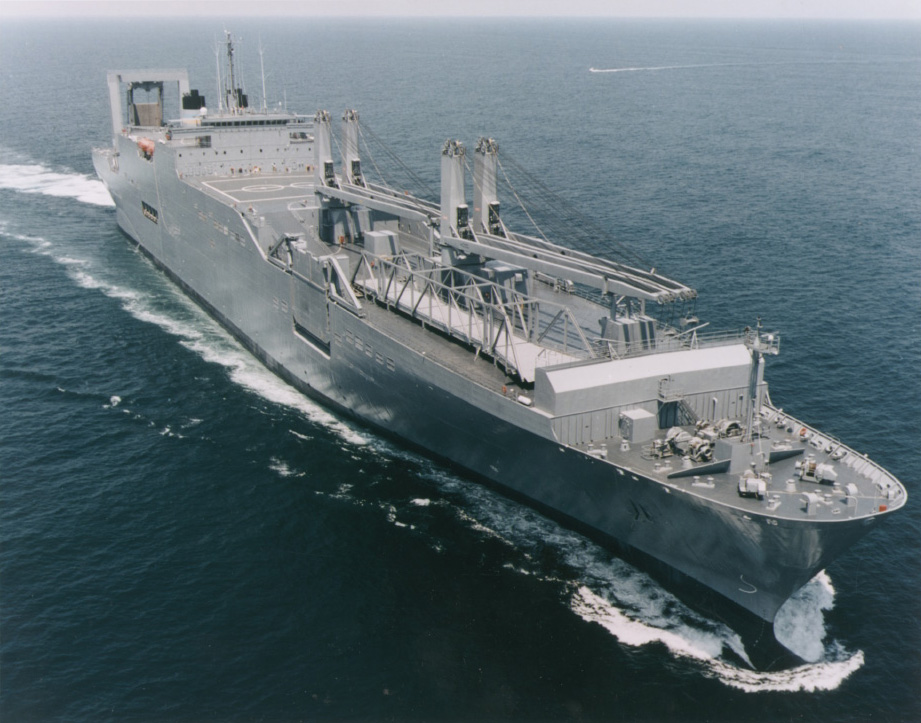
Das nach Gary Gordon benannte Schiff USNS Gordon

### Weitere Auszeichnungen
Auswahl der Dekorationen, sortiert in Anlehnung der Order of Precedence of Military Awards:
- Medal of Honor
- Purple Heart
- Meritorious Service Medal
- Army Commendation Medal
- Joint Service Achievement Medal (2 x)
- Army Achievement Medal (2 x)
- Navy & Marine Corps Achievement Medal
- National Defense Service Medal

## Öffentliche Wirkung
Die Umstände seines Todes wurden im Film Black Hawk Down dargestellt. Die Rolle von MSG Gordon übernahm der Schauspieler Nikolaj Coster-Waldau. Der Film basiert auf dem gleichnamigen Report des Journalisten Mark Bowden.
Im Jahr 2002 geriet Gordons Name erneut in die Schlagzeilen, als ein in Afghanistan gefundenes GPS-Gerät mit der Kennzeichnung G. Gordon auftauchte. Das US-Verteidigungsministerium spekulierte daraufhin öffentlich über mögliche Verstrickungen des Terrornetzwerkes Al-Qaida mit den Rebellenmilizen in Somalia. Die Äußerungen erwiesen sich jedoch schnell als haltlos und das amerikanische Militär musste zugeben, dass dieses Gerät von einem vor Ort eingesetzten Piloten stammte.